# 关塔那梅拉
《关塔那梅拉》（直译：关塔那摩的女子），是一首古巴爱国歌曲，歌词源自古巴诗人何塞·马蒂所作的诗歌。作曲者官方指定为何塞伊托·费尔南德斯，其早在1929年首先在广播中使该曲流行起来（然而作为唱片首次出版的时间未知）。1966年一个美国合唱乐队的版本让此歌在国际上流行起来。该曲还被多名歌手翻唱或诠释过。

## 作曲者
该曲的作曲者有时被认定为何塞伊托·费尔南德斯，作曲时间不详（一般认定是1929年）。费尔南德斯经常在他的广播节目中播放该曲。另有一位音乐家的后人认为其为共同作曲者，并上诉至法院，但败诉而归。古巴最高人民法院在1993年裁定费尔南德斯为此曲的唯一作曲者。能肯定的是费尔南德斯最先在其广播节目里推广此曲。